# 名渡山愛順
名渡山 愛順（などやま あいじゅん、1906年（明治39年）1月22日 - 1970年8月4日）は、沖縄県出身の洋画家。

## 生涯
那覇市松下町のかすり問屋の長男に生まれる。父が幼少時に死去したため、母の手一つで育てられた。
1918年（大正7年）、沖縄県立第二中学校に入学するが、生来病弱であったため、病気で2年間休学する。1922年（大正11年）、美術教諭として赴任してきた比嘉景常から西洋画と琉球文化の指導を受け、それが名渡山の進路に影響を与えた。中学卒業後1年の浪人を経て、1927年（昭和2年）、東京美術学校西洋画科に進み、和田三造、金山平三に指導を受ける。翌1928年（昭和3年）には帝展入選を果たした。1932年（昭和7年）に東京美術学校を卒業し、沖縄県立第二高等女学校で教職に就いた。1939年、『琉球復古調』で新文展に入選する。
太平洋戦争末期の1944年（昭和19年）、いわゆる十・十空襲でそれまでの作品の大部分を焼失し、翌1945年（昭和20年）には大分県竹田に疎開した。終戦後の1946年に米軍占領下の沖縄に帰り、沖縄民政府の沖縄諮問委員会文化部芸術課の美術技官に就く。
1947年、沖縄美術家協会を結成し、また、首里西森のニシムイ美術村にアトリエを構える。
主に原色を用いて琉球衣装の女性をテーマに制作した。代表作の『郷愁』は、疎開先の竹田で故郷を思いながら描いたものである。